# Without Anesthesia
Without Anesthesia (tựa tiếng Anh thay thế: Rough Treatment) là tựa tiếng Anh của bộ phim Bez znieczulenia của Ba Lan. Bộ phim này do Andrzej Wajda đạo diễn, được công chiếu vào năm 1978. Phim được tham dự Liên hoan phim Cannes 1979.
Theo kịch bản phim, bối cảnh của Without Anesthesia là thập niên 1960. Jerzy (Zbigniew Zapasiewicz) là một nhà báo nổi tiếng và là một thông tấn viên ở nước ngoài, chuyên đưa tin về các cuộc chiến tranh, cách mạng và phong trào du kích ở các nước thế giới thứ ba. Ông đang mất cân bằng giữa cuộc sống cá nhân và sự nghiệp.
Nhân vật chính được xây dựng dựa trên hình mẫu là Ryszard Kapuściński. Ryszard Kapuściński là một nhà báo người Ba Lan nổi tiếng và là tác giả của trường phái "phóng sự".

## Diễn viên
- Zbigniew Zapasiewicz - Jerzy Michalowski
- Ewa Dalkowska - Ewa Michalowska
- Andrzej Seweryn - Jerzy Rosciszewski
- Krystyna Janda - Agata
- Emilia Krakowska - Wanda Jakowicz
- Roman Wilhelmi - Bronski
- Kazimierz Kaczor – Tổng biên tập
- Iga Mayr – Mẹ của Ewa
- Aleksandra Jasienska - Olenka
- Maria Salinger - Gabcia
- Stefania Iwinska - Józefa
- Halina Golanko - Halina Lukasik
- Jerzy Stuhr - Jerzy Porebowicz
- Magda Teresa Wójcik - Joanna Cichon
- Danuta Balicka-Satanowska – Thẩm phán